# الکساندر پاستور
الکساندر پاستور (انگلیسی: Alex Pastoor؛ زادهٔ ۲۶ اکتبر ۱۹۶۶) بازیکن فوتبال اهل پادشاهی هلند است.
از باشگاه‌هایی که در آن بازی کرده‌است می‌توان به باشگاه فوتبال ولندام و باشگاه فوتبال هیرنفین اشاره کرد.